# Grandvilliers (Eure)
Grandvilliers település Franciaországban, Eure megyében. Lakosainak száma 326 fő (2018. január 1.). Grandvilliers Dame-Marie, Droisy, L’Hosmes, Buis-sur-Damville és Roman községekkel határos.

## Népesség
A település népességének változása:
| Lakosok száma | 208  | 184  | 160  | 334  | 351  | 362  | 351  | 336  | 331  | 326  |
|               | 1968 | 1975 | 1982 | 1999 | 2006 | 2011 | 2013 | 2016 | 2017 | 2018 |